# Diplodocoidea

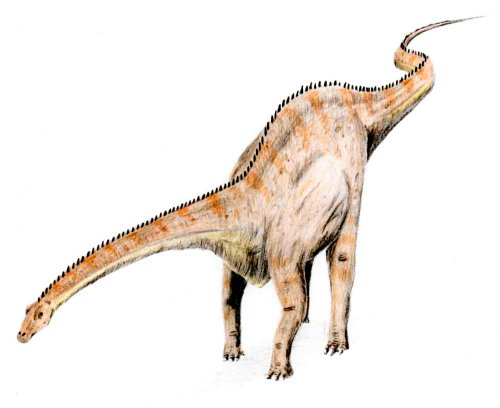
Diplodocus

De Diplodocoidea vormen een onderverdeling van de Neosauropoda, een groep uit de Sauropoda, plantenetende dinosauriërs. 
De superfamilie Diplodocoidea werd in 1884 impliciet geschapen door Othniel Charles Marsh, toen hij expliciet Diplodocidae benoemde om Diplodocus een plaats te geven. De eerste die het woord gebruikte was Upchurch in 1995, zonder een exacte definitie te geven. De clade is door Wilson en Sereno in 1998 gedefinieerd als de groep bestaande uit Diplodocus en alle soorten nauwer verwant aan Diplodocus dan aan Saltasaurus. In 2005 gaf Sereno een exactere definitie door ook de soortnamen te vermelden: Diplodocus longus en Saltasaurus loricatus.
De groep is de zustergroep van de Macronaria. Zij bestaat per definitie uit de Diplodocidae en wellicht uit de Nemegtosauridae, Rebbachisauridae en Dicraeosauridae, waarvan de onderlinge verwantschap nog slecht begrepen wordt. De groep had zijn bloeiperiode in het Jura en dook zo'n 151 miljoen jaar geleden op in het Kimmeridgien. Later dan 130 miljoen jaar geleden zijn geen goede vondsten bekend, maar tanden zijn nog te vinden tot in het vroege Maastrichtien.